# Bahrain Bourse
Bahrain Bourse – giełda papierów wartościowych w Manamie, stolicy Bahrajnu, zarejestrowana w 2010 roku. Według stanu na 17 kwietnia 2015 na giełdzie notowane są akcje 43 spółek, których łączna kapitalizacja wyniosła 21,805 mld dolarów.
W 2010 roku Bahrain Bourse zastąpiła giełdę Bahrain Stock Exchange, założoną w 1987.